# Фаудри, Ральф
Фаудри, Ральф (англ.  Ralph Faudree ; 23 августа 1939 — 13 января 2015, Мемфис, Теннесси, США) — американский математик, специалист в области комбинаторики и теории графов, бывший ректор Университета Мемфиса (2000—2001).

## Биография
Ральф Джаспер Фаудри родился 23 августа 1939 года в городе Дьюрант, штат Оклахома. В 1961 году окончил местный университет. В 1964 году получил степень доктора. Работал преподавателем в калифорнийском университете, ассистентом в университете штата Иллинойс.
Профессор математики, ректор университета Мемфиса (2000—2001).
Известен как специалист по комбинаторике и теории графов. Автор более 250 научных статей.
Увлечения: мотоцикл, фотография, путешествия, теннис.
Семья: жена, две дочери, четыре внука.
Скончался 13 января 2015 года, застрелившись от болей при раковом заболевании.

## Награды
- Медаль Эйлера (2005) — за вклад в комбинаторику.

## Публикации
- Subgroups of the multiplicative group of a division ring (англ.) // Trans. Amer. Math. Soc. : journal. — 1966. — Vol. 124. — P. 41—48. — doi:10.1090/s0002-9947-1966-0201508-9.
- Embedding theorems for ascending nilpotent groups (англ.) // Proc. Amer. Math. Soc. : journal. — 1967. — Vol. 18. — P. 148—154. — doi:10.1090/s0002-9939-1967-0206105-3.
- A note on the automorphism group of a p-group (англ.) // Proc. Amer. Math. Soc. : journal. — 1968. — Vol. 19. — P. 1379—1382. — doi:10.1090/s0002-9939-1968-0248224-2.
- Locally finite and solvable groups of sfields (англ.) // Proc. Amer. Math. Soc. : journal. — 1969. — Vol. 22. — P. 407—413. — doi:10.1090/s0002-9939-1969-0244310-2.
- Groups in which each element commutes with its endomorphic images (англ.) // Proc. Amer. Math. Soc. : journal. — 1971. — Vol. 27. — P. 236—240. — doi:10.1090/s0002-9939-1971-0269737-3.